# 中小企業における経営の承継の円滑化に関する法律
中小企業における経営の承継の円滑化に関する法律（ちゅうしょうきぎょうにおけるけいえいのしょうけいのえんかつかにかんするほうりつ、平成20年5月16日法律第33号）は、中小企業における経営の承継の円滑化に関する日本の法律である。
法令番号 平成20年法律第33号、2008年（平成20年）5月16日に公布され2008年10月1日に施行された。4章からなり、条文が16条、附則が3条ある。